# Xu Yingbin
Xu Yingbin (chinesisch 徐瑛彬, Pinyin Xǔ Yīngbīn; * 12. März 2001 in der Provinz Heilongjiang) ist ein chinesischer Tischtennisspieler. Beim WTT Champions Budapest 2022 gewann er Silber im Doppel.

## Werdegang
Xu Yingbin begann im Alter von fünf Jahren mit dem Tischtennissport und trat 2014 erstmals international in Erscheinung. Bei der Jugend-Asienmeisterschaft scheiterte er zwar in der Qualifikation, holte aber mit der Mannschaft Gold. Dies gelang auch bei seinen vier weiteren Teilnahmen. Insgesamt holte er bei diesem Turnier sieben Goldmedaillen sowie drei Bronzemedaillen. 2016 bestritt er sein erster Turnier auf der World Tour, nämlich bei den Pyongyang Open. Hier verlor er im Finale gegen Kang Wi-hun, wodurch er Silber holte. Im Doppel gewann Xu mit Cao Wei Gold. Außerdem nahm er an der Jugend-Weltmeisterschaft teil, wo er im Einzel, Doppel und Mixed allerdings im Achtelfinale ausschied. Mit der Mannschaft errang Xu Yingbin nach einer Halbfinalniederlage gegen Südkorea Bronze. Sowohl 2018 als auch 2019 wurde er zweifacher Jugend-Weltmeister (2018 im Mixed und Team, 2019 im Doppel und Team).
Mit den Polish Open konnte Xu sein erstes Turnier im Rahmen der Challenge Series gewinnen. Im Doppel mit Cao Wei sicherte er sich zudem Gold im Doppel bei den Portugal Open sowie Canada Open. Im Februar 2020 erreichte er mit Platz 101 seine persönliche Bestmarke in der ITTF-Weltrangliste. 2022 holte er mit Lin Shidong beim WTT Champions Budapest 2022 Silber im Doppel, im Einzel und Mixed unterlag er im Viertelfinale. Beim WTT Feeder Doha 2022 sicherte sich Xu Yingbin Gold im Mixed mit Qian Tianyi, im Einzel errang er Bronze, nachdem er Zhao Zihao im Halbfinale unterlag. Zudem holte Xu Bronze im Doppel beim WTT Contender Doha 2022, wo Kristian Karlsson und Mattias Falck mit 4:3 überlegen waren.

## Turnierergebnisse
| Verband | Veranstaltung                        | Jahr | Ort          | Land | Einzel        | Doppel     | Mixed         | Team       |
| ------- | ------------------------------------ | ---- | ------------ | ---- | ------------- | ---------- | ------------- | ---------- |
| CHN     | WTT Contender                        | 2022 | Doha         | QAT  | letzte 16     | Halbfinale |               |            |
| CHN     | WTT Contender                        | 2022 | Maskat       | OMN  | letzte 32     | letzte 16  |               |            |
| CHN     | WTT Feeder (European Summer Series)  | 2022 | Budapest     | HUN  | Viertelfinale | Silber     | Viertelfinale |            |
| CHN     | WTT Feeder                           | 2022 | Doha         | QAT  | Halbfinale    |            | Gold          |            |
| CHN     | Challenge Series                     | 2019 | Markham      | CAN  | letzte 32     | Gold       |               |            |
| CHN     | Challenge Series                     | 2019 | Minsk        | BLR  | Halbfinale    | letzte 16  |               |            |
| CHN     | Challenge Series                     | 2019 | Władysławowo | POL  | Gold          | letzte 16  |               |            |
| CHN     | Challenge Series                     | 2019 | Lissabon     | POR  | Viertelfinale | Gold       |               |            |
| CHN     | World Tour                           | 2020 | Doha         | QAT  | letzte 64     |            |               |            |
| CHN     | World Tour                           | 2020 | Magdeburg    | GER  | letzte 64     |            |               |            |
| CHN     | World Tour                           | 2019 | Olmütz       | CZE  | letzte 128    |            |               |            |
| CHN     | World Tour                           | 2019 | Geelong      | AUS  | letzte 128    |            |               |            |
| CHN     | World Tour                           | 2019 | Busan        | KOR  | letzte 64     |            |               |            |
| CHN     | World Tour                           | 2019 | Sapporo      | JPN  | letzte 32     |            |               |            |
| CHN     | World Tour                           | 2019 | Budapest     | HUN  | letzte 64     |            |               |            |
| CHN     | World Tour                           | 2017 | Linz         | AUT  | Qual.         |            |               |            |
| CHN     | World Tour                           | 2016 | Pjöngjang    | PRK  | Silber        | Gold       |               |            |
| CHN     | Jugend-Asienmeisterschaft (Junioren) | 2019 | Ulaanbaatar  | MGL  | Gold          |            |               | Gold       |
| CHN     | Jugend-Asienmeisterschaft (Junioren) | 2018 | Nay Pyi Taw  | MYA  | Halbfinale    |            |               | Gold       |
| CHN     | Jugend-Asienmeisterschaft (Junioren) | 2017 | Asan         | KOR  | Halbfinale    | Halbfinale |               | Gold       |
| CHN     | Jugend-Asienmeisterschaft (Kadetten) | 2015 | Kuala Lumpur | MAS  | Gold          |            |               | Gold       |
| CHN     | Jugend-Asienmeisterschaft (Kadetten) | 2014 | Mumbai       | IND  | Qual.         |            |               | Gold       |
| CHN     | Jugend-Weltmeisterschaft             | 2019 | Korat        | THA  | letzte 16     | Gold       | Silber        | Gold       |
| CHN     | Jugend-Weltmeisterschaft             | 2018 | Bendigo      | AUS  | Viertelfinale | letzte 16  | Gold          | Gold       |
| CHN     | Jugend-Weltmeisterschaft             | 2016 | Kapstadt     | RSA  | letzte 16     | letzte 16  | letzte 16     | Halbfinale |
| CHN     | World Junior Circuit                 | 2018 | Hodonin      | CZE  | Halbfinale    | Gold       |               |            |
| CHN     | World Junior Circuit                 | 2017 | Hongkong     | HKG  | Halbfinale    | Silber     |               |            |
| CHN     | World Junior Circuit                 | 2017 | Taicang      | CHN  | Silber        |            |               |            |
| CHN     | World Junior Circuit                 | 2016 | Hongkong     | HKG  | Halbfinale    |            |               |            |
| CHN     | World Junior Circuit                 | 2015 | Hongkong     | HKG  | Silber        | Gold       |               |            |
| CHN     | World Junior Circuit                 | 2015 | Taicang      | CHN  | Halbfinale    |            |               |            |